# رزمونت جانکشن (آریزونا)
رزمونت جانکشن (به انگلیسی: Rosemont Junction) یک منطقهٔ مسکونی در ایالات متحده آمریکا است که در آریزونا واقع شده است. رزمونت جانکشن ۱٬۴۶۳ متر بالاتر از سطح دریا قرار دارد.